# Rode lijnen (Thaise spoorwegen)
De Rode lijnen zijn een gepland stelsel van spoorlijnen in Bangkok, Thailand.
Het project bestaat uit de volgende lijnen:
- Donkerrode lijn (noordzuid, van de universiteitscampus Rangsit naar Maha Chai), laatste fase in 2029 voltooid
- Lichtrode lijn (oostwest, van Sala Ya naar Hua Mak), laatste fase in 2019 voltooid
- Luchthavenverbinding (oostwest, van het centrum van Bangkok naar luchthaven Suvarnabhumi), voltooid

De rode lijnen ontmoeten elkaar bij station Bang Sue, dat als overstappunt dient.
Op 22 mei 2007 besloot de regering tot de aanleg van het 15 kilometer lange baanvak tussen Bang Sue naar Taling Chan. Het bouwcontract werd op 12 december 2008 getekend en de bouw begon op 15 januari 2009.
Op 16 oktober 2007 gaf de Thaise regering het staatsbedrijf SRT toestemming voor de aanleg van het 26 km lange baanvak tussen Bang Sue en Rangsit.